# Johann I. (Limburg)

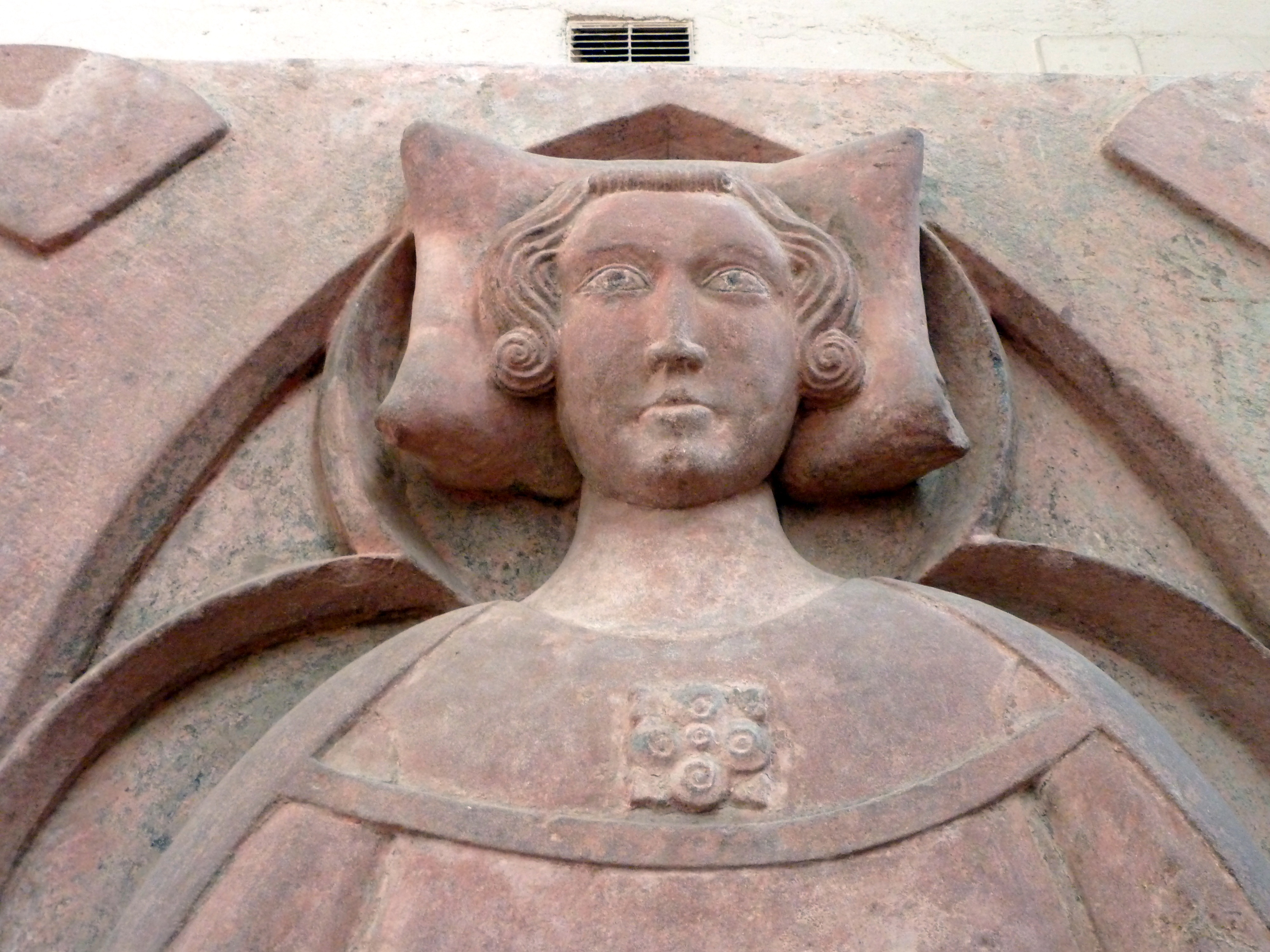
Grabstein des Johann I. von Limburg in der Limburger Franziskanerkirche St. Sebastian

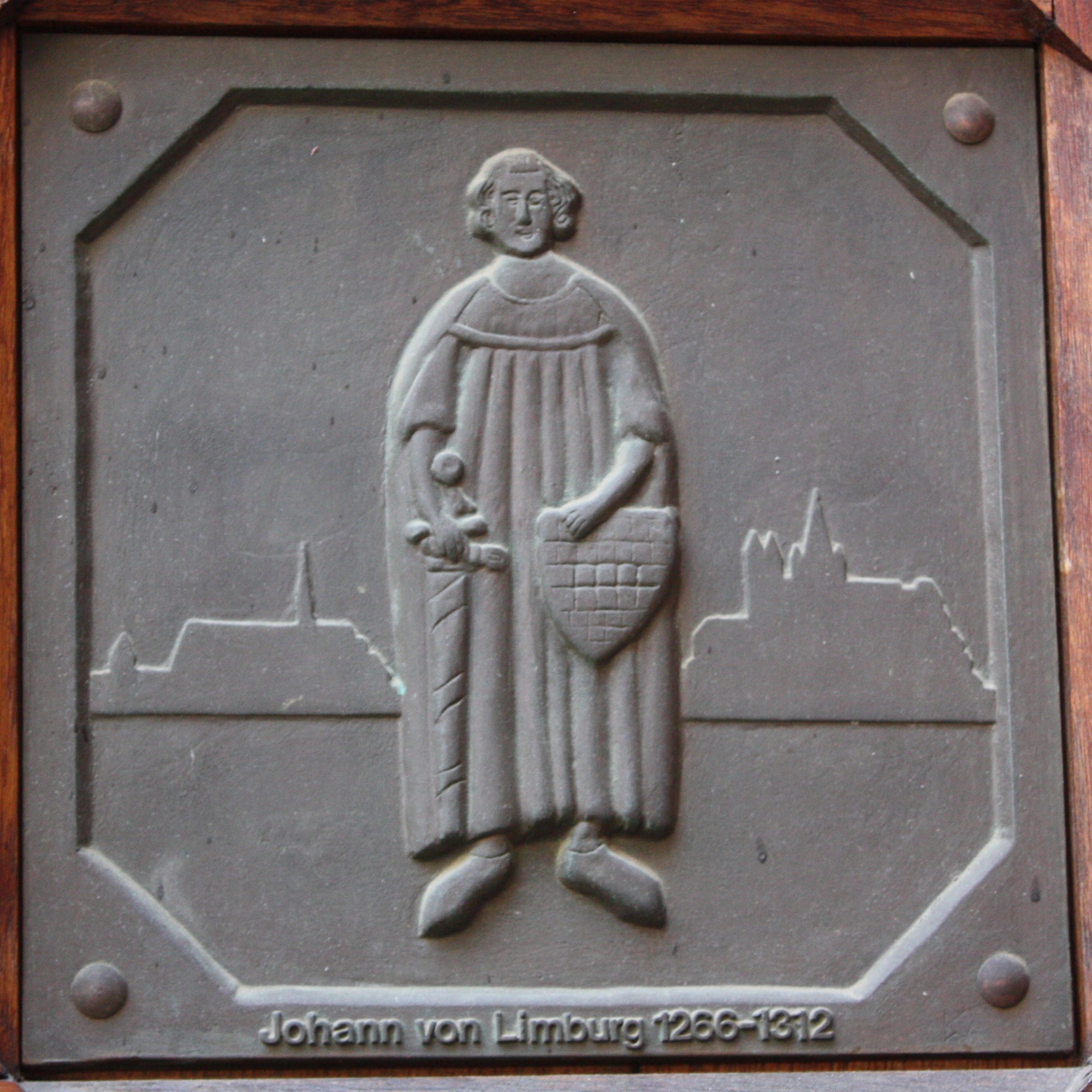
Tafel am Nassauer Haus in Limburg mit einer neuzeitlichen Darstellung. Im Hintergrund das Franziskanerkloster und der Limburger Dom

Johann I. von Limburg, „Der blinde Herr“ (* unbekannt; † 29. September 1312 in Limburg an der Lahn), war ab 1289 Chef des Hauses Limburg. Kern der Herrschaft Limburg waren die Stadt Limburg und einige umliegende Dörfer.
Johann wurde in der Limburger Stadtchronik des Tilemann Elhen von Wolfhagen, entstanden vor 1402, als „Blinder Herr“ bezeichnet. Worauf sich diese Bezeichnung stützt, ist unklar, denn über eine echte Blindheit von Johann ist nichts bekannt. Wahrscheinlich war Johann im hohen Alter an einem Augenleiden erkrankt und dadurch sehbehindert.

## Leben
Johanns Vater Gerlach I. hatte das Haus Limburg begründet und zur Absicherung dynastische Verbindungen mit benachbarten Adelsfamilien gesucht. Johanns Schwester Imagina war mit dem späteren deutschen König Adolf von Nassau verheiratet; seine zweite Schwester Agnes war mit Heinrich von Westerburg, dem Bruder des Kölner Erzbischofs Siegfried von Westerburg, verheiratet.
Johann nahm 1288 auf der Seite von Siegfried von Westerburg an der Schlacht von Worringen teil. Nach dem Tod seines Vaters auf einem Kriegszug König Rudolfs von Habsburg übernahm Johann die Herrschaft Limburg.
Zu seinem Schwager Adolf von Nassau pflegte Johann ein besonders enges Verhältnis. Er übernahm die Patenschaften für dessen Kinder. Nach der Königswahl war Johann regelmäßig für Adolf aktiv und stieg zu einem seiner Ratgeber auf. Er besiegelte 1292 die Verpfändung des Reichsanteils der Stadt Limburg an Kurköln. Auch in den folgenden Jahren siegelte er immer wieder Urkunden des Königs. Dieser beauftragte ihn auch, die Ehe zwischen seinem Sohn Rupert von Nassau und Agnes, der Tochter des böhmischen Königs Wenzel II., zu arrangieren. Auch am Zustandekommen des Ehevertrages zwischen Mechthild von Nassau und Rudolf von der Pfalz war Johann beteiligt. Johann siegelte als Zeuge Urkunden für König Eduard von England.
Am 2. Juli 1298 beteiligte sich Johann an der Seite Adolf von Nassau an der Schlacht bei Göllheim. Dennoch konnte er nach der Schlacht die Gunst des neuen Königs Albrecht von Habsburg gewinnen. Dieser beauftragte ihn im Jahr 1303, nach Lehen zu suchen, die dem Reich zu Unrecht entwendet worden waren, und diese einzuziehen.
Die Kinder von Otto I. von Nassau beauftragten ihn als Obmann bei der Teilung ihrer Herrschaft zu fungieren.
Auch in Limburg selbst war Johann sehr aktiv. Beim großen Brand zu Beginn seiner Herrschaft am 14. Mai 1289 wurde die gesamte Stadt zerstört. Es setzte ein schwunghafter Wiederaufbau ein. Bereits um 1300 war die Stadt über ihre Stadtmauern hinausgewachsen. Wahrscheinlich veranlasste noch Johann I. den Baubeginn der Lahnbrücke Limburg, den Neubau der Kirche des Franziskanerklosters und die Gründung des Wilhelmiten-Klosters. Auch der Bau der St.-Peter-Kapelle in der Burg Limburg und die Einrichtung des Heilige-Geist-Hospital geht auf ihn zurück.
Johann starb am 29. September 1312. Er wurde in der Limburger Franziskanerkirche bestattet. Seine Grabplatte ist bis heute erhalten.

## Familie
Johann heiratete zweimal. Die Zuordnung der Kinder zu den einzelnen Ehen ist unklar.
In erster Ehe war er mit Elisabeth von Geroldseck verheiratet. Mit ihr hatte er wahrscheinlich folgende Kinder:
- Elisabeth († vor 1347), ⚭ Ulrich I. von Bickenbach (Adelsgeschlecht)
- Lisa, ⚭ Heinrich von Solms

In zweiter Ehe war er mit Uda von Ravensberg verheiratet. Der Ehe entstammen wahrscheinlich folgende Kinder:
- Gerlach II. („der Ältere“)
- Johann
- Jutta
- Mena, Äbtissin im Kloster Altenberg bei Wetzlar